# Proyecto Castor
El proyecto Castor fue un proyecto de ingeniería para la construcción por parte del gobierno de España de un nuevo depósito de gas natural sumergido en un antiguo campo petrolífero en sus aguas territoriales del Mar Mediterráneo, frente a las costas de Castellón y Tarragona. Fue aprobado por el presidente José Luis Rodríguez Zapatero, siendo ministro de Industria Miguel Sebastián, mediante Real Decreto 855/2008, de 16 de mayo.

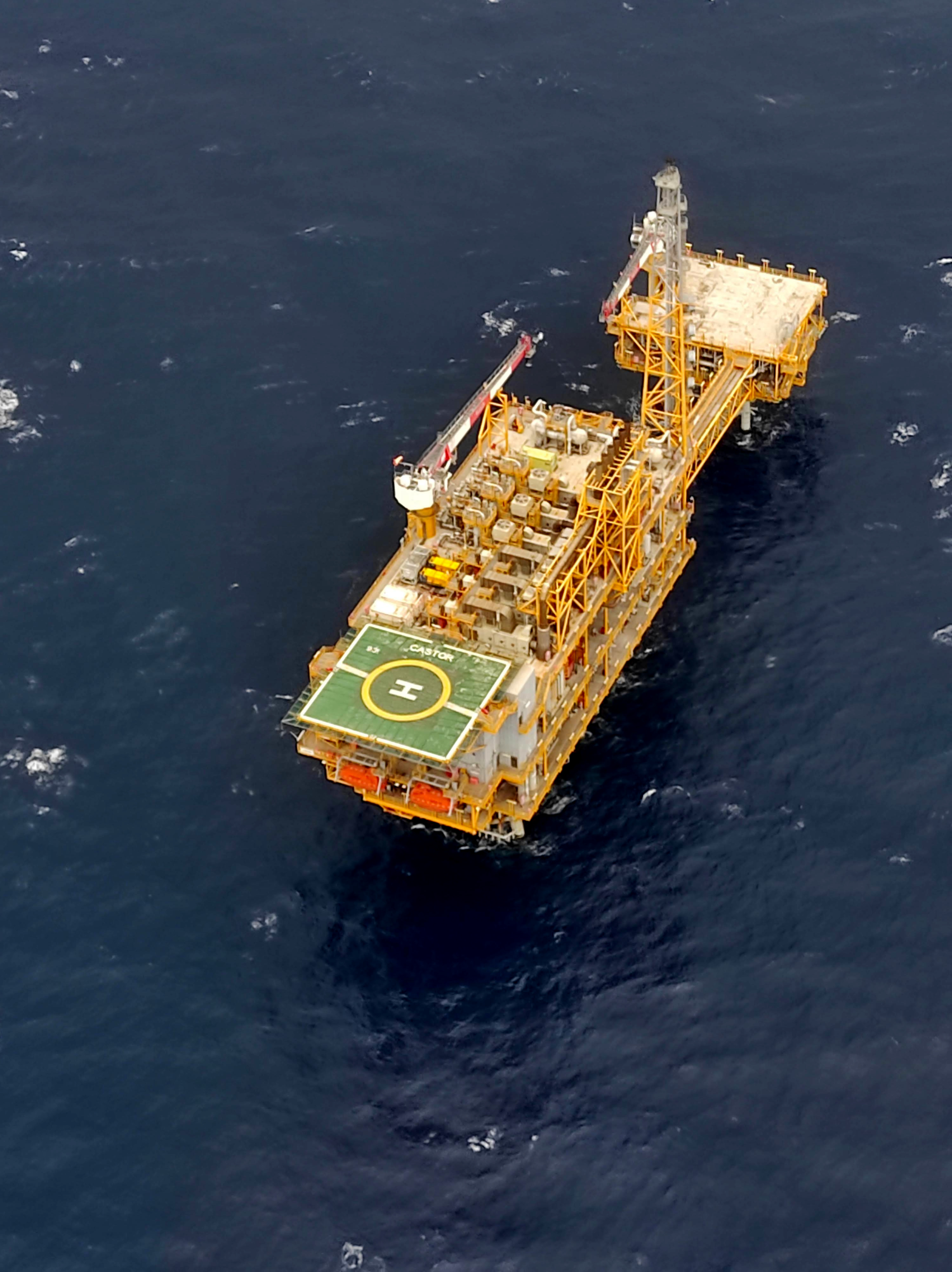
Imagen aérea de la plataforma Castor, construida para inyectar y extraer gas en un depósito submarino para el proyecto con el mismo nombre.

El depósito habría sido el quinto y más grande de los existentes o planificados en España, creado para suplir la demanda energética española de gas natural en caso de escasez o cese de las importaciones. Tenía previsto para almacenar un máximo de 1900 millones de metros cúbicos de gas natural, suficiente para suministrar el equivalente a 50 días de consumo en España en ese momento. Comenzó sus operaciones en mayo de 2012, dando inicio el 10 de abril de 2012 la primera inyección de gas. El proyecto era propiedad de la empresa Escal UGS participada en un 66,67% por la española ACS.
No obstante, el 16 de septiembre del 2013, el ministro de Industria José Manuel Soria ordenó paralizar el proyecto, por la posibilidad de que su puesta en marcha hubiera provocado cientos de movimientos sísmicos por informes científicos del Instituto Geográfico Nacional y del Instituto Geológico y Minero de España. A finales de 2014 el gobierno de Mariano Rajoy puso fin a la concesión, revirtió al Estado la licencia de explotación del almacén de gas Castor y obligó a Enagás a indemnizar a la empresa con una transferencia de 1350 millones de euros. A cambio, se le dio a esta empresa un crédito sobre el sistema gasista durante 30 años, que posteriormente cedió a los bancos Santander, CaixaBank y Bankia, algunos de los cuales eran también inversores del proyecto.
Sin embargo, el Tribunal Constitucional, en su sentencia 152/2017, de 21 de diciembre, declaró inconstitucionales y nulos los preceptos del Real Decreto-ley 13/2014, de 3 de octubre, por los que se había estructurado esta indemnización. Como consecuencia de ello, las entidades financieras cesionarias del crédito emprendieron una reclamación por responsabilidad patrimonial del Estado legislador. El Tribunal Supremo les dio la razón en su sentencia 1404/2020, de 27 de octubre, y les reconoció el derecho a que el Estado las indemnizase con 1350 millones de euros.
El 31 de octubre de 2019 el gobierno anunció el sellado definitivo de los pozos del almacén de gas para evitar mayores costes de mantenimiento y mejorar la estabilidad del terreno.

## Funcionamiento
El depósito del proyecto Castor pretendía aprovechar la existencia de un antiguo yacimiento petrolífero agotado en los años 70, el de Amposta, para inyectar allí gas natural proveniente de la red estatal de gasoductos a una profundidad de 1750 m bajo el mar. El gas se desvía de la red desde una estación situada en localidad de Vinaroz hasta la plataforma marina por medio de 30 kilómetros de gasoducto submarino. La inyección de gas en el depósito, que habría durado cerca de 6 meses, desplazaba el agua que se encuentra en la roca caliza de naturaleza porosa. El gas quedaría atrapado en el depósito gracias a la existencia de rocas impermeables en estratos superiores que lo sellan. Para recuperar el gas guardado en el depósito se inyecta agua, se extrae el gas que debe ser tratado y se devuelve a la red de gasoductos. Una parte del gas inyectado en el depósito, denominado «gas de colchón», es irrecuperable pero esencial para el correcto funcionamiento de las instalaciones.

## Efectos sísmicos
En abril de 2012 se produjo un terremoto de 3,1 en la escala Richter en las inmediaciones de la plataforma de inyección. Fue calificado como «normal» por el instituto de investigación Observatorio del Ebro.
Desde mediados de septiembre de 2013 se produjeron varios cientos de terremotos, la mayoría de ellos de escasa magnitud e imperceptibles, en la zona donde el proyecto Castor estaba inyectando gas. Sin embargo, algunos de los terremotos alcanzaron magnitudes perceptibles. El 1 de octubre se produjo un seísmo de 4,2 en la escala de magnitud de momento, causando alarma en las poblaciones próximas al depósito (Alcanar, Benicarló, Las Casas de Alcanar, Cervera del Maestre, Cálig, Peñíscola, San Carlos de la Rápita, Ulldecona y Vinaroz), donde pudo ser sentido con una intensidad grado III. Los trabajos de inyección de gas fueron paralizados el 16 de septiembre tras los primeros temblores y la empresa Escal UGS reconoció que los terremotos podían estar vinculados al proyecto Castor, aunque lo normal es que el tipo de actividades llevadas a cabo solo generan microseísmos de magnitud 1 o 2. El 4 de octubre la Guardia Civil investigó in situ el cese de la actividad de la planta a instancias de la Fiscalía de Castellón.
El Instituto Geográfico Nacional concluyó que había relación directa entre los seísmos en el Mediterráneo y el proyecto gasístico Castor. En 2017, el MIT envió un informe al gobierno español confirmando la relación entre la inyección de gas y los seísmos y recomendando el cierre de la plataforma. El ministro de Energía Álvaro Nadal argumentó que existía un riesgo tanto si se intentaba inyectar gas como si se intentaba extraer el gas que ya había, por lo que recomendó «mantener las cosas como están».
Según publicó Europa Press en 2019: «El Gobierno anuncia que desmantelará definitivamente el almacén de gas Castor y aprobará el proyecto en pocas semanas».  Ese mismo año un juez procesó por delito contra el medio ambiente a dos directivos y la propia empresa ACS, debido a la ejecución de la obra a pesar de conocer «la potencial peligrosidad sísmica que podía acarrear», ya que se colocó en una falla activa y no se hicieron estudios de sismicidad adecuados.

## Críticas
En febrero de 2010 la Plataforma en Defensa de les Terres del Sénia denunció ante la Comisión Europea la vulneración de la legislación comunitaria que en su opinión estaba cometiendo la empresa ejecutora del proyecto Castor para evadir los procedimientos de evaluación de impacto ambiental.  En abril de 2012, el mismo colectivo ciudadano pidió la paralización del proyecto Castor debido al crecimiento de los costes de ejecución del proyecto y al aumento en los precios del gas natural y el descenso en la demanda.
Tras la cuantiosa indemnización de 1350 millones de euros que recibió Escal UGS (cuyo primer accionista era ACS), hubo polémica por la prontitud del pago a dicha empresa en un contexto de contención presupuestaria muy fuerte del déficit. En enero de 2015, un juez imputó a 18 responsables de la tramitación del proyecto por posibles deficiencias.

### Terminado
El gobierno español ha confirmado que el cierre de los 13 pozos de gas de la controvertida plataforma Castor, situada frente a la costa de Vinaròs, comenzará en mayo. Este proceso, que se espera que dure entre seis y ocho meses, será llevado a cabo por la empresa Enagás mediante una plataforma de perforación jack-up. Así lo anunció la ministra de Transición Ecológica y Reto Demográfico, Sara Aagesen, en el Senado.

### Primera fase del proyecto
Los trabajos comenzarán una vez que en abril se conceda la autorización formal. Según la ministra Aagesen, el proyecto se encuentra actualmente en su primera fase, en la que la Dirección General de Política Energética y Minas está revisando y actualizando toda la documentación requerida. Al mismo tiempo, Enagás está gestionando los contratos necesarios para garantizar la ejecución de las labores de sellado.

### ¿Qué ocurrirá después del cierre?
Tras la clausura de los pozos, seguirá una segunda fase en la que se procederá a la desmantelación completa de la infraestructura marítima y terrestre de la plataforma Castor. Con este paso final, se pretende eliminar definitivamente el antiguo almacenamiento de gas y garantizar que no represente ningún riesgo para la costa de Castellón.

### Costes y transparencia
Aunque el coste exacto de esta operación aún no se ha hecho público, la ministra ha asegurado que el gobierno, en coordinación con Enagás, realizará una auditoría exhaustiva para garantizar que todos los gastos se gestionen de forma transparente y eficiente. Todos los datos financieros estarán accesibles al público, y los costes serán certificados.
Además, se está evaluando qué equipos de la plataforma Castor podrían ser reutilizados o vendidos con el objetivo de minimizar pérdidas y conservar el máximo valor posible.